# Ostwald-Verfahren

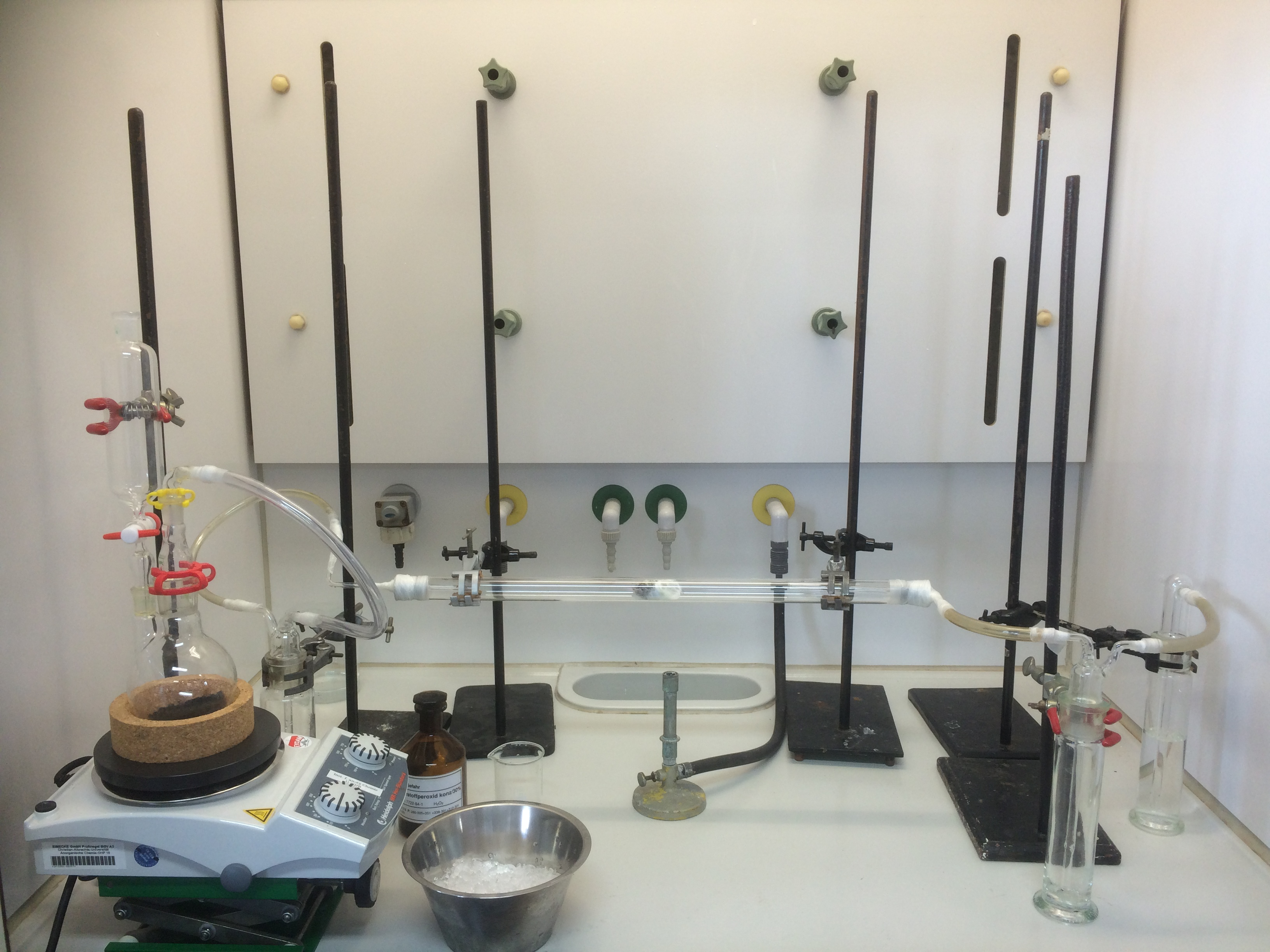
Ein Laboraufbau des Ostwald-Verfahrens

Das Ostwald-Verfahren dient der großtechnischen Herstellung von Salpetersäure durch Oxidation von Ammoniak, welches vorzugsweise durch das Haber-Bosch-Verfahren gewonnen wird.

## Geschichte
Es geht auf den deutsch-baltischen Chemiker Wilhelm Ostwald zurück, der 1902 das Patent auf das Verfahren erhielt. Die grundlegende chemische Reaktion von Ammoniak mit Luft am Platinkontakt wurde jedoch bereits 1838 von Frédéric Kuhlmann patentiert.

## Verfahrensbeschreibung
Das Verfahren läuft in drei Teilschritten ab. Ein Ausgangsstoff ist mittels Haber-Bosch-Verfahren erzeugtes Ammoniakgas. Weitere Ausgangsstoffe sind Sauerstoff und Wasser.

### Heterogen katalysierte Verbrennung von Ammoniakgas
Im ersten Schritt wird Ammoniak (NH3) mit Sauerstoff (O2) gemischt und in Gegenwart eines Platin-Rhodium-Katalysators bei 800 °C bis 900 °C zu Wasser (H2O) und Stickstoffmonoxid (NO) umgesetzt (Bei neueren Anlagen wird ein spezielles Rückgewinnungsnetz eingesetzt, um das teure Platin zurückzugewinnen). Das Gasgemisch darf den Katalysator nur ganz kurz – nur etwa eine tausendstel Sekunde – berühren, da ansonsten das bei der Reaktionstemperatur instabile Stickstoffmonoxid in die Elemente N2 und O2 zerfällt.
{\displaystyle \mathrm {4\ NH_{3}(g)\ +\ 5\ O_{2}(g)\ {\xrightarrow[{Pt/Pt-Rh}]{800-900\ ^{\circ }C}}} } {\displaystyle \mathrm {4\ NO(g)\ +\ 6\ H_{2}O(g)\ \ \Delta } H^{0}=-906{,}11~{\rm {kJ/mol}}}
Da diese Reaktion exotherm ist, führt eine Temperaturerhöhung zur Verschiebung des Gleichgewichts nach links Richtung Edukte. Ebenso wird nach dem Prinzip von Le Chatelier das Gleichgewicht nach links verschoben, wenn das Wasser aufgrund der Temperaturerhöhung gasförmig wird, da dann 9 Mol Gas links 10 Mol Gas rechts gegenüberstehen.
Der Grund für die Temperaturerhöhung auf 800–900 °C liegt an den Nebenreaktionen, die in dem Fall noch stärker exotherm sind:
Eine unerwünschte Nebenreaktion, die auch ohne Katalysator abläuft, ist die Oxidation des Ammoniaks zu elementarem Stickstoff unter Bildung von Wasser:
{\displaystyle \mathrm {4\ NH_{3}(g)\ +\ 3\ O_{2}(g)\ \longrightarrow \ 2\ N_{2}(g)\ +\ 6\ H_{2}O(g)} ~~\Delta H^{0}=-1268~\mathrm {kJ/mol} }
Eine weitere unerwünschte Nebenreaktion ist die Bildung von Lachgas:
{\displaystyle \mathrm {2\ NH_{3}(g)\ +\ 2\ O_{2}(g)\ \longrightarrow \ \ N_{2}O(g)\ +\ 3\ H_{2}O(g)} ~~\Delta H^{0}=-1105~\mathrm {kJ/mol} }
Die Nebenreaktionen werden durch eine möglichst hohe Netztemperatur und niedrigen Druck zurückgedrängt.

### Erzeugung von Stickstoffdioxid
In Schritt 2 senkt man die Temperatur des Stickstoffmonoxids (NO) auf unter 50 °C und mischt es mit Luft. Es läuft eine weitere Oxidation mit Sauerstoff (O2) zu Stickstoffdioxid (NO2) ab, welches anschließend zu Distickstofftetraoxid dimerisiert:
{\displaystyle \mathrm {2\ NO(g)\ +\ O_{2}(g)\ \rightleftharpoons \ 2\ NO_{2}(g)\ \ \Delta } H^{0}=-114{,}22~{\rm {kJ/mol}}}
{\displaystyle \mathrm {2\ NO_{2}(g)\ \rightleftharpoons \ N_{2}O_{4}(g)\ \ \Delta } H^{0}=-57{,}23~{\rm {kJ/mol}}}

### Reaktion in der Oxidations- und Absorptionskolonne
Die Stickoxide werden im dritten Schritt in Rieseltürmen mit Wasser zu Salpetersäure (HNO3) umgesetzt:
{\displaystyle \mathrm {2\ N_{2}O_{4}(g)\ +\ O_{2}(g)\ +\ 2\ H_{2}O(l)\ \longrightarrow \ 4\ HNO_{3}(aq)} }
Als Zwischenprodukte entstehen hierbei Stickstoffmonoxid (NO) und die Salpetrige Säure (HNO2), denn die Reaktion verläuft über folgende Zwischenschritte:
{\displaystyle \mathrm {N_{2}O_{4}(g)\ +\ H_{2}O(l)\ \longrightarrow \ HNO_{3}(aq)\ +\ HNO_{2}(aq)} }
{\displaystyle \mathrm {3\ HNO_{2}(aq)\ \longrightarrow \ HNO_{3}(aq)\ +\ 2\ NO(g)\uparrow +\ H_{2}O(l)} }
{\displaystyle \mathrm {2\ NO(g)\ +\ O_{2}(g)\ \rightleftharpoons \ 2\ NO_{2}(g)} } (wie Schritt 2)

## Produkte
Die mit dem Ostwald-Verfahren gewonnene ca. 60-prozentige Salpetersäure kann nur auf 68,5 Prozent konzentriert werden, da diese Zusammensetzung dann ein Azeotrop mit einem Siedepunktmaximum von 122 °C ist. Eine höhere Konzentrierung kann in einer Gegenstromdehydratisierung mit Trocknungsmitteln wie Phosphorpentoxid oder Schwefelsäure erreicht werden.